# John F. Hawley

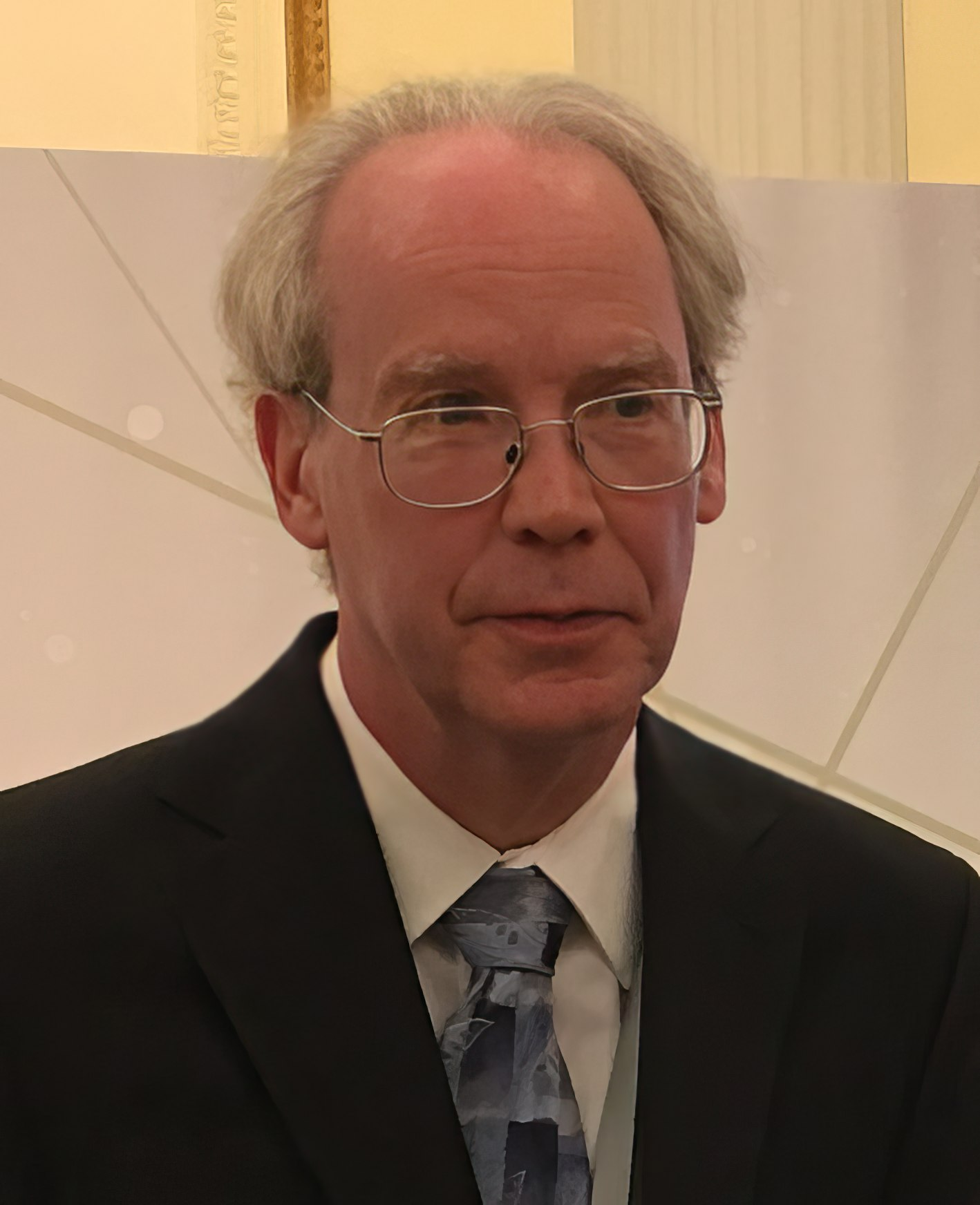
John F. Hawley, 2019

John Frederick Hawley (* 23. August 1958 in Annapolis, Maryland, USA; † 12. Dezember 2021 in Earlysville, Virginia) war ein US-amerikanischer Astrophysiker.

## Werdegang
Hawley wurde an der University of Illinois 1984 promoviert. 1984 bis 1987 war er Bantrell Fellow am Caltech. Ab 1987 war er Assistant Professor an der University of Virginia, an der er 1993 Associate Professor und 1999 Professor für Astronomie wurde. Ab 2006 stand er der Astronomie-Fakultät vor. Ab 2012 war er stellvertretender Dekan für Naturwissenschaften (Associate Dean for the Sciences).
Er befasste sich insbesondere mit Akkretionsscheiben in der Astrophysik und deren numerischer Modellierung.
Mit Steven A. Balbus entwickelte er 1991 die Theorie der Magnetorotationsinstabilität (MRI) oder Balbus-Hawley-Instabilität aus den Grundgleichungen der Magnetohydrodynamik. Sie ist wichtig bei Akkretionsscheiben in der Astrophysik, wo sie zur Erklärung der Entstehung von Sternen und Schwarzen Löchern beiträgt. Nach ihr kommt es schon bei kleinster Magnetisierung des Gases zur Ausbildung von Turbulenz, was zur Drehimpulsübertragung nach außen und zum Absinken von Materie zum Zentralkörper führt.
1993 erhielt er den Helen-B.-Warner-Preis und 2013 mit Balbus den Shaw Prize in Astronomie.

## Schriften
- mit Balbus Instability, turbulence, and enhanced transport in accretion disks,  Reviews of Modern Physics, Band 70, 1998, S. 1–53
- Keplerian Complexity: Numerical Simulations of Accretion Disk Transport, Science, Band 269, 1995, S. 1365
- mit Katherine A. Holcomb Foundations of modern cosmology, 2. Auflage, Oxford University Press 2005